# 横幕真理
横幕 真理（よこまく まり、1989年 - ）は、日本のヨガインストラクター、実業家。株式会社MAJOLI代表取締役。一般社団法人国際ヨガアカデミー協会代表理事。

## 人物
大学卒業後、就職せずにロンドンに留学。その後セブ島に移住して日系企業に勤める。インドやオーストラリアのバイロンベイ、インドネシアのバリ島でも修行を行い、ヨガアライアンス（英語: Yoga Alliance）E-RYT500を習得。
2018年12月、29歳で株式会社MAJOLIを設立しヨガスクールを運営。
2020年5月から、全クラス完全オンラインでヨガ資格 RYT200を取得できるインストラクター養成講座を主宰している。

## 活動

### 著書
- 『New Me　わたしだけの新しい人生の見つけかた』(2021年6月、クロスメディア・パブリッシング)[6] ASIN B0986KK3FM

### 出演・掲載
- 『リアルをぶつけろ！ハッシュタグZ』（2020年12月19日、朝日放送ラジオ）[7]
- 『RIETI LETTER』リレーエッセイ（2020年10月、経済産業調査会）[2]
- 『ar 2021年 02月号』監修記事（2021年1月12日、株式会社主婦と生活社）[8]
- 『太る食べ物マップ』監修（2021年4月29日、C Channel）[9]
- 『NOWSARA（ナウサラ）』インタビュー記事（株式会社新生技術開発研究所）[4]
- 『ヨガジャーナル（英語: Yoga Journal）日本版 2021年7月号』（2021年5月20日、ヨガジャーナル日本版編集部）[10]
- 『LIMO（リーモ）』記事執筆（2021年7月14日、株式会社ナビゲータープラットフォーム）[11]